# John McKinlay
Pour les articles homonymes, voir McKinlay.
John McKinlay (26 août 1819 – 31 décembre 1872), est un explorateur d'origine écossaise.
McKinlay est né à Sandbank on the River Clyde, en Écosse, troisième fils de Dugald McKinlay. Il émigre à Sydney à 17 ans, Puis se rend en Australie-Méridionale. Il s'intéresse aux aborigènes et ses connaissances seront utiles dans l'exploration des terres de la colonie jusqu'à la rivière Darling.

## Biographie
En 1861, à la demande du gouvernement d'Australie méridionale, il organise une expédition de secours à la recherche de Burke et Wills. McKinlay quitte Adélaïde le 16 août avec neuf compagnons. Il découvre la tombe de Gray le 20 octobre à Cooper Creek. Il apprend quelque temps après que les corps de Burke et de Wills ont également été retrouvés. Il décide de poursuivre en direction des Monts Stuart, mais les inondations dues aux fortes pluies l'oblige à renoncer. Il se dirige alors vers le golfe de Carpentarie en espérant rejoindre le bateau envoyé dans cette zone au secours de Burke. Parvenu à quelques miles du golfe, il se heurte à un terrain si difficile qu'il oblique vers l'est en direction de Port Denison sur le rivage nord-est du Queensland qu'il atteint en août 1862. L'expédition retourne alors par bateau à Adélaïde.
Pour cet exploit, McKinlay reçut une prime de 1 000 livres du gouvernement de la colonie et une montre en or offerte par la Société géographique royale d'Angleterre.
En 1863, il se marie mais ne renonce pas pour autant à ses expéditions. En septembre 1865, il parcourt les Territoires du Nord pour déterminer les meilleurs sites de peuplement. Pris de nouveau dans les inondations, ils confectionne un radeau en utilisant la peau des chevaux qu'il a dû abattre et effectue un périlleux voyage en descendant l'East Alligator River jusqu'à la côte. Il signalera la baie Anson comme site favorable à la colonisation. 
À son retour, il s'installe dans la ville de Gawler où il décèdera le 31 décembre 1872. Un monument y est érigé à sa mémoire.

## Source
- (en) Cet article est partiellement ou en totalité issu de l’article de Wikipédia en anglais intitulé « John McKinlay » (voir la liste des auteurs).